# Svend Erik Christensen
Svend Erik Christensen (1949. március 17. –) dán nemzetközi labdarúgó-játékvezető.

## Pályafutása

### Nemzetközi játékvezetés
A Dán labdarúgó-szövetség Játékvezető Bizottsága (JB) 1991-ben terjesztette fel nemzetközi játékvezetőnek, a Nemzetközi Labdarúgó-szövetség (FIFA) bíróinak keretébe. Több nemzetek közötti válogatott és klubmérkőzést vezetett. A dán nemzetközi játékvezetők rangsorában, a világbajnokság-Európa-bajnokság sorrendjében többedmagával a 26. helyet foglalja el 1 találkozó szolgálatával. Az aktív nemzetközi játékvezetéstől 1995-ben a FIFA 45 éves korhatárát elérve búcsúzott.

#### Európa-bajnokság
Az európai-labdarúgó torna döntőjéhez vezető úton Angliába a X., az 1996-os labdarúgó-Európa-bajnokságra az UEFA JB játékvezetőként foglalkoztatta.
| Időpont            | Helyszín                             | Mérkőzés típusa           | Mérkőzés            | Eredmény | Nézők száma |
| ------------------ | ------------------------------------ | ------------------------- | ------------------- | -------- | ----------- |
| 1994. december 18. | Fritz-Walter Stadion, Kaiserslautern | előselejtező (7. csoport) | Németország–Albánia | 2 : 1    | 20 310      |